# Ryszard Balicki
Ryszard Balicki (ur. 10 kwietnia 1968 w Głogowie) – polski prawnik i nauczyciel akademicki, doktor habilitowany nauk prawnych, specjalista w zakresie prawa konstytucyjnego, członek Państwowej Komisji Wyborczej.

## Życiorys
W 1993 ukończył studia prawnicze na Uniwersytecie Wrocławskim. Tam też na Wydziale Prawa, Administracji i Ekonomii na podstawie napisanej pod kierunkiem profesora Janusza Trzcińskiego rozprawy pt. Udział Prezydenta RP w postępowaniu ustawodawczym otrzymał w 2001 stopień naukowy doktora nauk prawnych w zakresie prawa w specjalności prawo konstytucyjne. Na tym samym wydziale na podstawie dorobku naukowego oraz monografii pt. Funkcja europejska Sejmu RP uzyskał w 2019 stopień naukowy doktora habilitowanego nauk prawnych. Został adiunktem na Wydziale Prawa, Administracji i Ekonomii Uniwersytetu Wrocławskiego. Członek komitetów redakcyjnych periodyków „Przegląd Prawa Konstytucyjnego” oraz „Przegląd Prawa i Administracji”.
W grudniu 2019 został zgłoszony przez Klub Parlamentarny Koalicja Obywatelska na członka Państwowej Komisji Wyborczej. Sejm IX kadencji wybrał go na to stanowisko 20 grudnia 2019. W styczniu 2020 prezydent Andrzej Duda powołał go w skład PKW. 21 grudnia 2023 został wybrany przez Sejm X kadencji w skład komisji na kolejną kadencję; prezydent powołał go natomiast w marcu 2024.

## Odznaczenia
Odznaczony Srebrnym Krzyżem Zasługi (2016) oraz Medalem Komisji Edukacji Narodowej.